# Lolita Chammah
Lolita Chammah (Parigi, 1º ottobre 1983) è un'attrice francese, candidata al premio Lumiere 2011 per la miglior promessa femminile per il film Copacabana.

## Biografia
Figlia del regista e produttore d'origine libanese Ronald Chammah e dell'attrice Isabelle Huppert, il suo primo ruolo nel 1988 nel film Un affare di donne di Claude Chabrol. Nel 2010 è protagonista assieme alla madre nel film Copacabana, per il quale viene candidata ai Premi Lumiere. Nel 2019 è stata membro della giuria per al 11° International Thriller Film Festival di Beaune e del 10º Festival Internazionale del cinema di La Roche-sur-Yon.

## Filmografia parziale

### Cinema
- Un affare di donne, regia di Claude Chabrol (1988)
- Addio mia regina  (2012)
- Van Gogh - Sulla soglia dell'eternità (2018)
- L'ombra di Caravaggio, regia di Michele Placido (2022)
- EO, regia di Jerzy Skolimowski (2022)

## Doppiatrici italiane
Nelle versioni in italiano delle opere in cui ha recitato, Lolita Chammah è stata doppiata da:
- Sophia De Pietro in Transatlantic[3]